# 大浦あんな
大浦 あんな（おおうら あんな、1980年5月30日 - ）は、日本の元AV女優。北海道出身。

## 略歴
2000年にAVデビュー、101cmの超爆乳で人気となった。2003年に『超-巨乳のアングル』でワンズファクトリーからセルデビューした。
ビデオ以外にも、写真集や雑誌グラビアで多く活躍した。
トゥナイト2では100cmを超える爆乳の持ち主として紹介された。『足立区のたけし、世界の北野』では準レギュラーとして出演した。Xcityのオープンイベントではキャンペーンガールを務めコスチュームをたくし上げた。
B-DASHのSECTOR及びキングギドラのF.F.BのPVに出演した。シーモネーター&DJ TAKI-SHITの「情熱トロピカーナ」のPRビデオにも出演している。
また2000年代の台湾や香港でも人気を誇っていたころから台湾映画『あの頃、君を追いかけた』でも名前が出てくる。
2014年から映像コンテンツ権利処理機構に連絡のとれない権利者として掲載されている。

## 作品

### アダルトビデオ
- たわわな果実 大浦あんな (2000年2月24日、クリスタル映像、監督川勝信)
- 大浦あんな スペシャルボディTYPE-G (2000年4月13日、クリスタル映像）
- 大浦あんな 女乳 (2000年6月8日、クリスタル映像）
- MAXIMUM BUST（2000年12月29日、アリスJAPAN）
- 大浦あんな I-cupの妄想（2001年6月、サクセス・ビデオ・コミュニティー）
- Complete Bust（2001年10月11日、クリスタル映像）
- 逆ソープ天国（2002年2月22日、アリスJAPAN）
- 着せかえあんな（2003年7月19日、TMA（TMA））
- 巨乳フェチアングル（セル）/フェチアングル巨乳（レンタル）（2003年9月26日、TMA）
- 大浦あんな 秘めた想い（2003年09月30日、サンセットカラー）
- 超-巨乳のアングル 大浦あんな（2003年10月01日、ワンズファクトリー）
- 超-巨乳のアングル [プレミアムカット版] 大浦あんな（2004年03月01日 ワンズファクトリー）
- A級乳犯（2002年12月20日、クリスタル映像）
- ULTRA BOING（2004年5月22日、V&Rプランニング）
- 巨乳淫縛（2005年03月25日、シネマジック）
- DIGITAL REMOSAIC 巨乳フェチアングル 大浦あんな（2008年11月21日、TMA）
- 大浦あんな PLATINUM BEST 4時間 ～デジタルリマスター版～（2013年7月1日、NIRVANA）

### イメージビデオ
- 胸いっぱいの夏（2000年11月、英知出版）
- 包まれたい（2001年4月、バウハウス）

### 写真集
- i nude
- 大浦あんなのSM 人魚姫（2003/01/16、カメラマン日暮圭介、大洋図書）

## 出演

### テレビドラマ
- 特命係長 只野仁（2003年7月4日、テレビ朝日）

### バラエティ
- 足立区のたけし、世界の北野（1997年10月〜2002年9月、フジテレビ）

### PV
- B-DASH SECTOR
- キングギドラ F.F.B
- シーモネーター&DJ TAKI-SHIT 情熱トロピカーナ